# Српска саборна црква у Темишвару
Српска саборна црква у Темишвару (рум. Catedrala Ortodoxă Sârbă din Timișoara) је најважније црквено здање српске заједнице у Румунији. То је и престона црква Темишварске епархије.
Црква се налази у самом „срцу” Темишвара. Са околним епархијским здањима она чини читав градски блок дуж западне стране Трга уједињења, најстаријег трга у граду.

## Историјат
У Темишвару, као вековима највећем граду Баната, од давнина је постојала српска заједница и православна и српска црква Светог великомученика Георгија. Дата црква приказана је и на старим ведутама Града, као и на грбу Темишварске епархије. Зграда је уништена у пожару 1737. године. 
Садашња Саборна црква, храма Вазнесења Господњег, подигнута је десетак година касније за време епископа Георгија Поповића. Изградња садашње Саборне цркве, започета 1745. године, а окончана је 1748. године. Темељи и зграда до крова изведени су од самог почетка у данашњем облику, а 1791. године надзидани су висински делови торњева, што 1748. године вероватно није било могуће због војних стратешких разлога: да не би ометали осматрање из тврђаве. У суштини црква је задржала свој првобитни изглед.
Први иконостас, рад сликара Стефана Тенецког (резбар је непознат) замењен је 1843. године. Нови (садашњи) иконостас, рад је резбара Михаила Јанића и сликара Константина Данила. Од тада су на њему обављени искључиво рестаураторски и конзерваторски радови. Било је то најпре 1903. године, када је у храму радио тим стручњака, међу којима и Стеван Алексић, познати банатски сликар. Следећа обнова уследила је много касније, у раздобљу од 1993 до 1997, када је у храму радио тим Покрајинског завода Војводине за заштиту споменика културе из Новог Сада. Ову обнову финансирала је Црквена општина уз новчану помоћ Министарства за културу у Влади Србије.
Катедрални храм вековне Епархије темишварске био је заједнички за Србе и Румуне до Јерархијске поделе у Митрополији Карловачкој 1864. године.
Године 1964. црква је добила статус споменика културе румунске државе.

## Црква данас
Црква је данас у добром стању. Православна српска саборна црква је 1998. године свечано прославила своју 250. годишњицу. Црквена општина има у виду даљу дораду и обнову цркве и порте.

## Галерија
- Здање црквене општине поред цркве
- Црква изблиза
- Унутрашњост српске саборне цркве
- Трг уједињења
- Иконостас саборне цркве
- Кров црквене општине са торњевима цркве у позадини